# Ráczné Zeitler Anna
Ráczné Zeitler Anna (Rudabrád, 1920. április 10. –) erdélyi magyar nyelvész, módszertani szakíró.

## Életútja
Középiskolai tanulmányait a nagyszebeni Szent Orsolya zárda leánygimnáziumában (1931-35) és a kolozsvári Marianum Leánygimnáziumban (1935-39) végezte; az I. Ferdinánd Egyetemen, illetve a Ferenc József Tudományegyetemen szerzett német-magyar szakos tanári oklevelet (1943). Tanársegéd a Ferenc József Tudományegyetemen, majd a Bolyai, illetve a Babeș-Bolyai egyetemen a német nyelv és módszertani tanszéken, illetve a Gheorghe Dima Zenekonzervatóriumban és a Ion Andreescu Képzőművészeti Főiskolán; utóbb különböző kolozsvári középiskolákban tanított nyugdíjazásáig.

## Munkássága
Első munkája az Archiv des Vereins für siebenbürgische Landeskunde száz évet felölelő (1843-1944) bibliográfiája, amely a folyóirat 1944. évfolyamában (573-612. lap) jelent meg. Doktori értekezését Ina Seidel világképéről (Ina Seidels Weltanschauung und künstlerische Ausdruckformen in ihrem Werk) a Ferenc József Tudományegyetemen védte meg. Több egyetemi német nyelvi és módszertani tankönyv, illetve segédkönyv szerzője, társszerzője; 1957-1968 között a bukaresti tankönyvkiadónál 13 német nyelvű, magyar oktatási nyelvű középiskolák számára átdolgozott tankönyve jelent meg az V-XII. osztályok számára.
Német irodalmi és módszertani tanulmányai jelentek meg a Korunkban (Gerhart Hauptmann erdélyi színpadokon bemutatott Die Weber c. darabjáról, 1963/2), a Revista de Pedagogie című szakfolyóiratban (1968/5; 1968/11), a Probleme de metodica predării disciplinei umaniste című gyűjteményes kötetben (Kolozsvár 1965).
Munkái: Lesestücke für deutsche Sprachübungen (1956); Texte de specialitate pentru studenții Institutului de Arte Plastice Ion Andreescu (1960); Die Metodik der deutschen Sprache als Fremdsprache in der Mittelschulen (1960); Texte de specialitate pentru studenții Conservatorului de muzică Gh. Dima (1961); Limba germană. Vol. II. Texte de specialitate arte plastice, muzică, teatru, film (1968); A Bolyai Tudományegyetem német tanszéke (1999).